# Paul Kirkby
Paul Kirkby – australijski zapaśnik walczący w stylu wolnym.
Szósty w Pucharze Świata w 1986. Srebrny medalista mistrzostw Oceanii w 1988 i 1990. Wicemistrz Wspólnoty Narodów w 1985 roku.